# Imde
Imde is een klein dorp in de provincie Vlaams-Brabant. Het ligt in Wolvertem, een deelgemeente van Meise. Imde ligt zo'n 2,5 kilometer ten noorden van het dorpscentrum van Wolvertem. De patroonheilige van het dorp is Sint-Quintinus.
Ten zuiden van Imde vloeien de Zijp en de Meuzegemsebeek samen en vormen verder noordwaarts de Molenbeek.

## Toponymie
In 1145 werd het vermeld als Immechia. Op de Ferrariskaart uit de jaren 1770 is de plaats weergeven als Ympden. Op het eind van de 20ste eeuw schakelde de gemeente Meise van de spelling "Impde" over op de nieuwe spelling "Imde". In het dialect wordt Imde vaak Um genoemd.

## Geschiedenis
Imde ontstond rond de hoeve Hof 't Elderen. De eerste kerk van het dorp was gewijd aan Sint-Kwinten en dateert van de 9de eeuw. In de middeleeuwen was er ook een lazerij in Imde, dit is een plaats waar lepralijders opgevangen werden.
Volgens de volkstelling van het jaar 1796 woonden er in totaal 277 mensen in het dorp, waarvan 87 kinderen jonger dan 12 jaar. Het dorp telde één molenaar, één dorpsagent, één brouwer, drie drankstokers, twee kleermakers, twee schoenmakers, drie wevers, drie kuipers, één hoefsmid, 8 pachters en 23 landbouwers. Ook waren er 11 inwonende knechten en 8 inwonende meiden. De functie van dorpsagent en brouwer werden uitgeoefend door Nicolaes De Boeck en de molenaar van het dorp was Petrus Van Humbeeck.
In het begin van de Franse periode, aan het einde van de 18e eeuw, werd het dorp samen met het naburige Rossem bijeengebracht in de gemeente Rossem-Impde. Deze gemeente werd in 1811 echter alweer opgeheven en beide dorpen werden bij Wolvertem gevoegd.
In 1839 werd de 9e-eeuwse kerk van Imde afgebroken en werd de huidige kerk gebouwd. Deze werd ingewijd op 6 september 1840.
Op 24 augustus 1914 werd hier die slag van Imde gestreden.

## Bezienswaardigheden
- Het classicistisch kasteel van Imde met een witgekalkte herenhoeve uit 1673. Op 15-16 februari 2016 is het kasteel echter grotendeels afgebrand.
- Het Imdehof (1768), waar de drossaard woonde. Het gebouw werd tijdens de slag van Imde op 24 augustus 1914 door brand vernield en in 1923 in Vlaamse renaissancestijl heropgebouwd.
- De eenbeukige neoclassicistische Sint-Quintinuskerk
- Het hof 't Elderen , behorend tot de oudste dorpskern van Imde en de voortzetting van het primitieve hof. De huidige gebouwen dateren uit het begin van de 20e eeuw. De restanten van een torentje herinneren aan de dorpsbrouwerij die hier ooit gevestigd was.
- Het domein De Kam, waar van de 13e eeuw tot de Franse Revolutie de schepenbank zetelde.
- De voormalige Watermolen van Imde
- Ten noordoosten van Imde bevindt zich de Boskapel Onze-Lieve-Vrouw Behoudenis der Kranken, gebouwd op een oud bedevaartsoord uit 1658. Ten gevolge van het groot aantal pelgrims (tot 10000 per dag) werd de kapel in 1707 vergroot door de nieuwe kasteelheer van Impde, prins Eugeen Alexander van Thurn en Tassis. De kerk bevat een zeldzaam positief uit het begin van de 18e eeuw en enkele schilderijen van de Vlaamse school. Bij de verkoop van het domein van Imde door Thurn und Taxis werd de kapel door tussenkomst van kardinaal Sterckx (1792-1867) overgedragen aan de kerk van Wolvertem. De eerste zondag van juli gaat de in 1695 ingestelde processie ter ere van Onze-Lieve-Vrouw der Kranken uit. Van juni tot september wordt er op woensdagavond een Mis gevierd.
- Het Leefdaalbos met landhuis

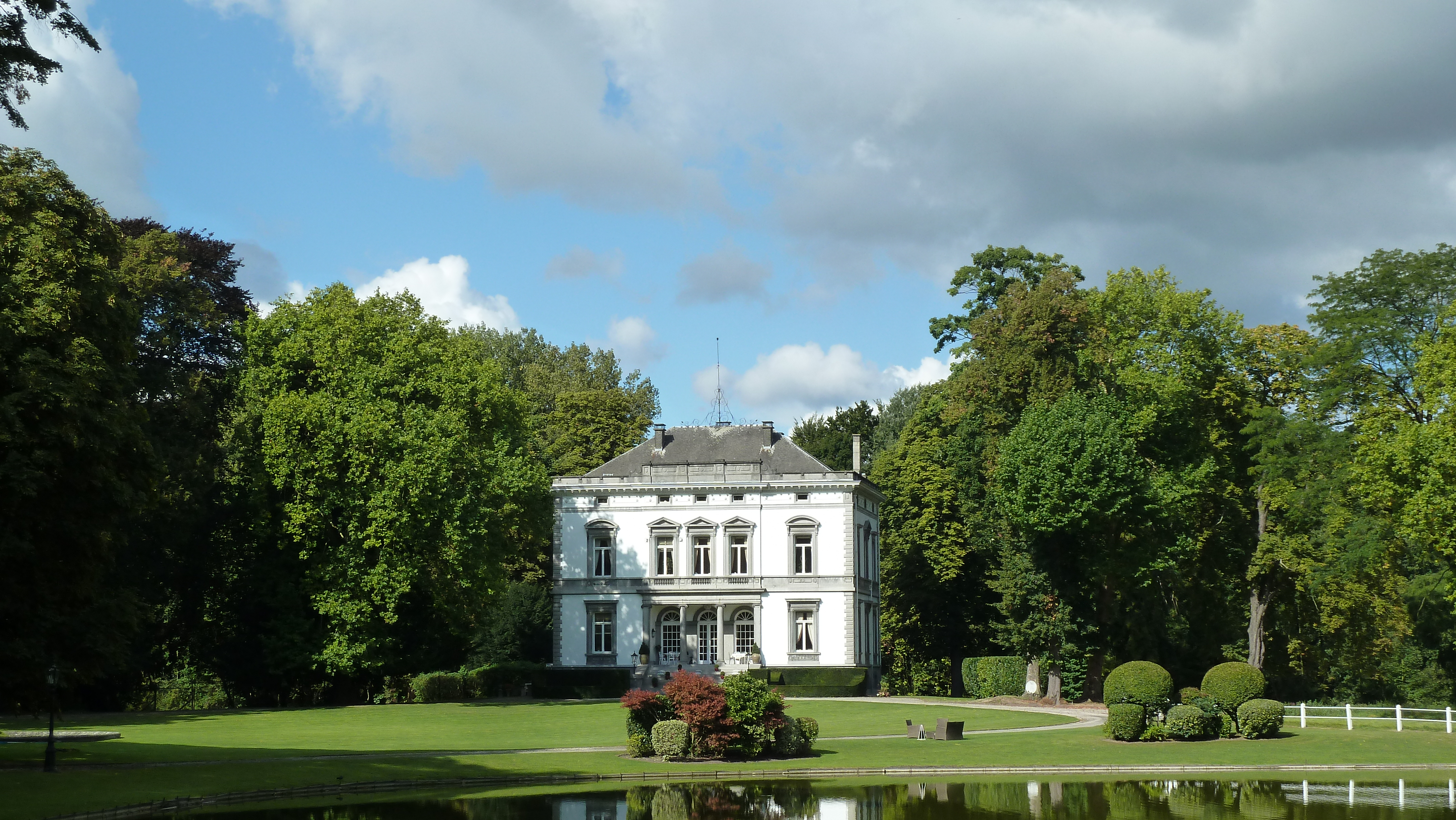
Het kasteel van Imde
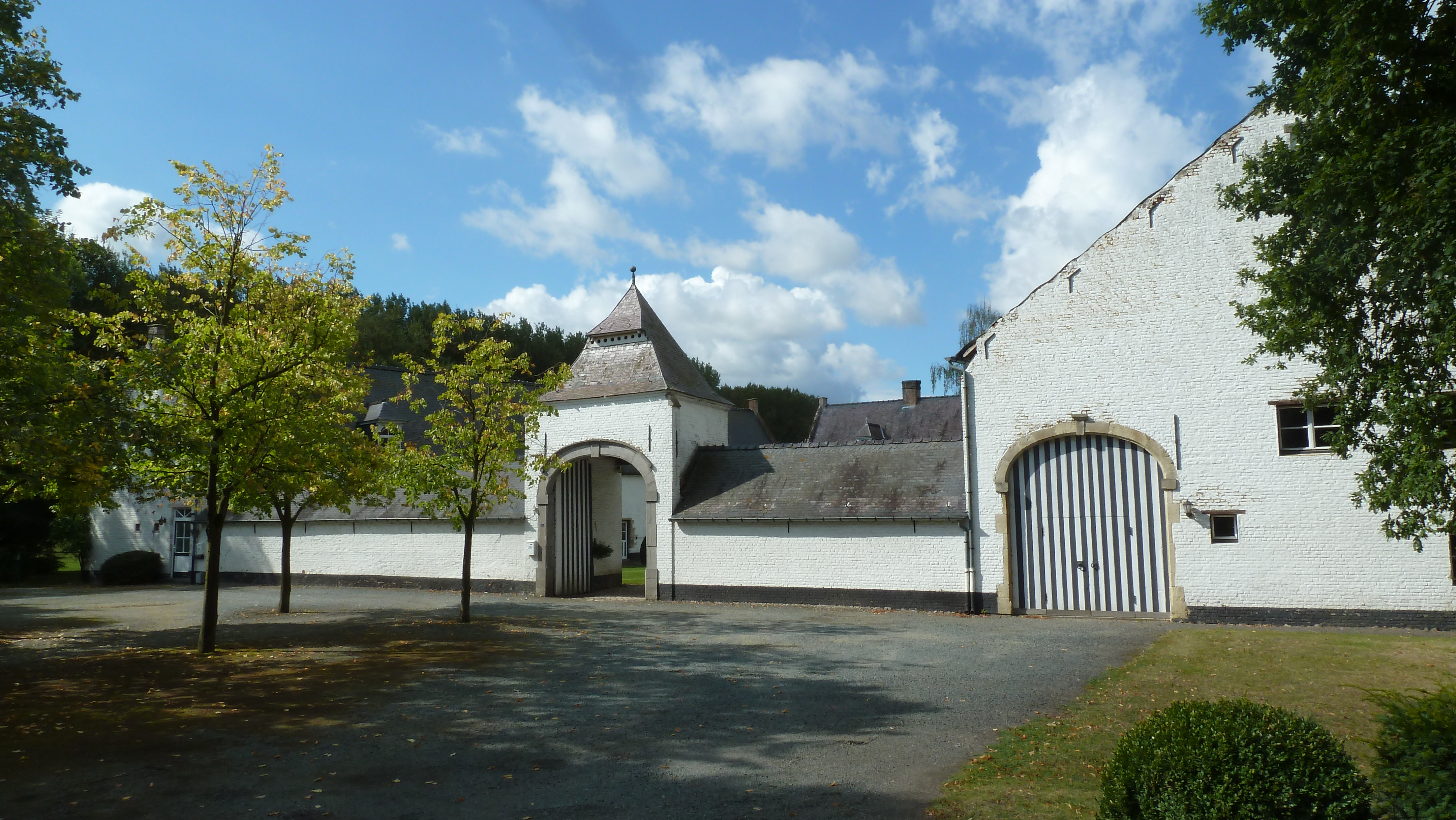
De kasteelhoeve van Imde
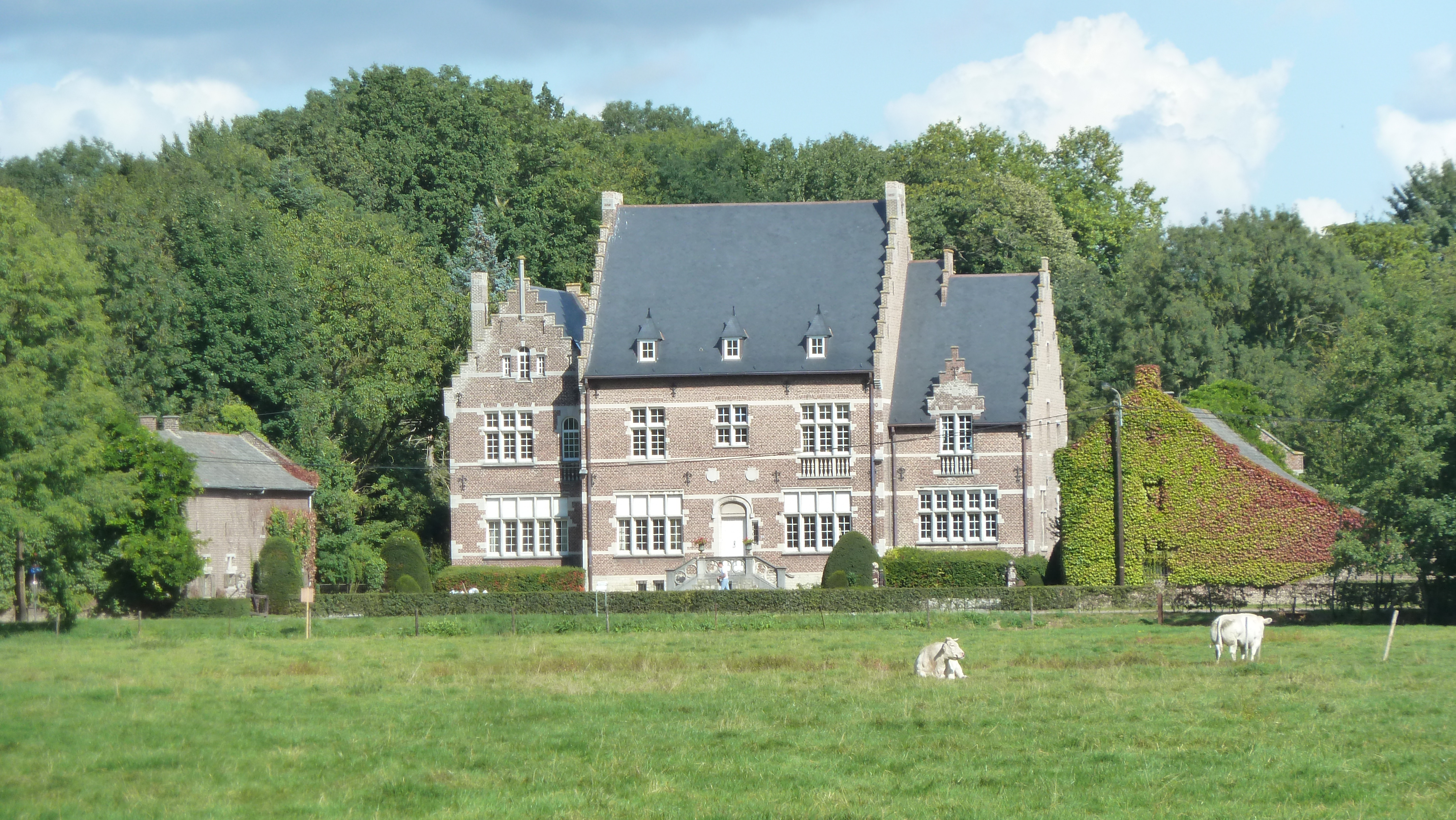
Het Imdehof
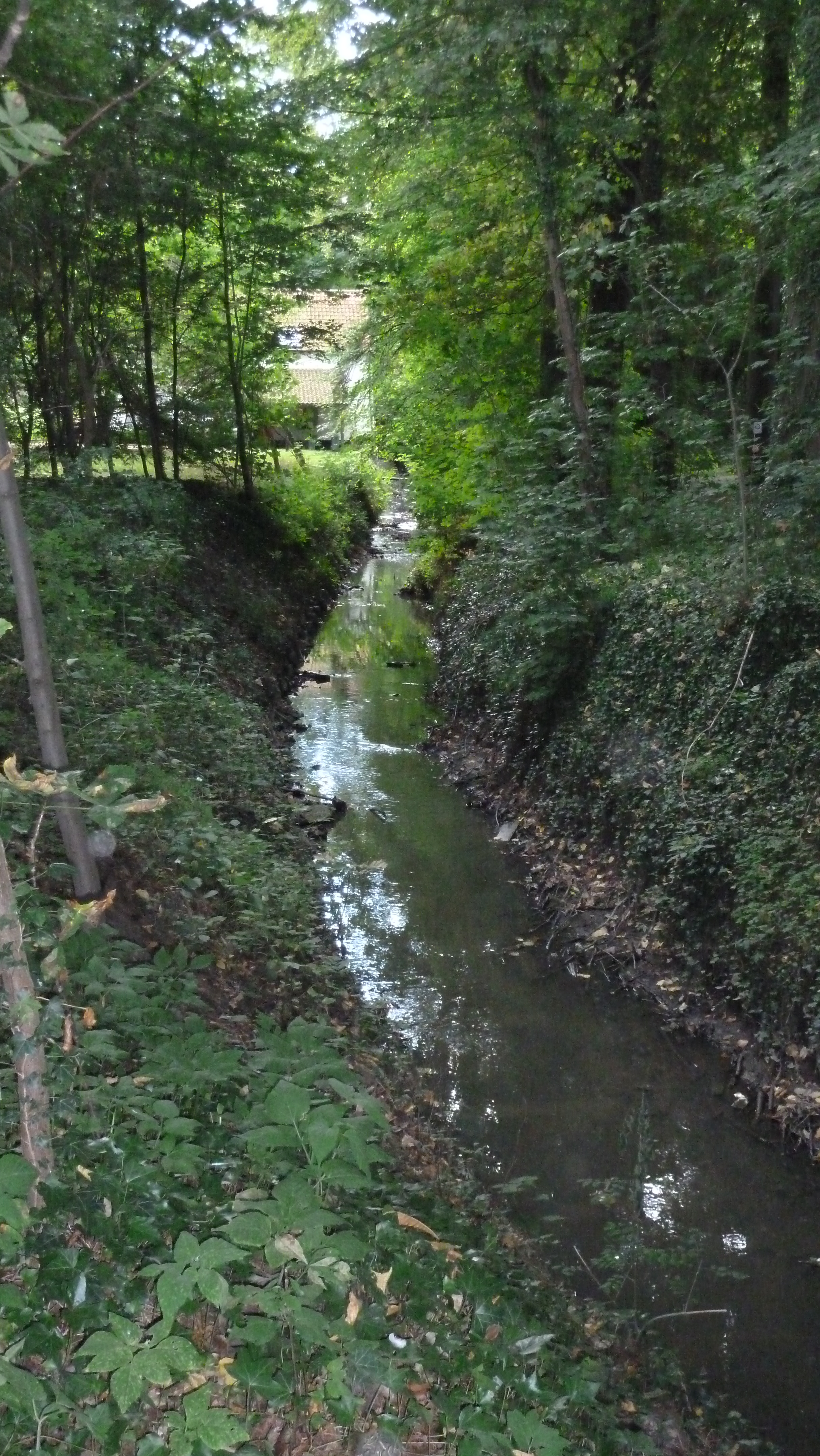
De Molenbeek ter hoogte van het kasteel van Imde

## Nabijgelegen kernen
Meuzegem, Wolvertem, Sint-Brixius-Rode, Londerzeel, Rossem